# Abel-Anastase Germain
 (juin 2013).
Si vous disposez d'ouvrages ou d'articles de référence ou si vous connaissez des sites web de qualité traitant du thème abordé ici, merci de compléter l'article en donnant les références utiles à sa vérifiabilité et en les liant à la section « Notes et références ».
Abel-Anastase Germain, né le 31 mars 1833 à Saint-Sylvain et mort le 12 novembre 1897 à Coutances, est un prélat français.

## Biographie
Après des études classiques au lycée de Caen et de théologie au séminaire de Bayeux, Germain reçoit la prêtrise le 11 octobre 1857, et est nommé aumônier du lycée où il avait été élève, puis, en 1870, curé archiprêtre de la cathédrale de Bayeux.
Cinq ans après, il fut nommé par décret présidentiel du 19 novembre 1875 à l’évêché de Coutances, préconisé le 28 janvier 1876 et consacré le 19 mars, dans la cathédrale de Bayeux, par Henri de Bonnechose, avec comme co-consécrateurs Charles-Frédéric Rousselet et François Grolleau.
Abel Germain est co-consécrateur le 11 février 1877 dans la chapelle du Séminaire des Missions étrangères de Paris de Pierre-Marie Osouf, nommé vicaire apostolique du Japon septentrional et consacré par Théodore Forcade, assisté de Bernard Petitjean, premier vicaire apostolique effectif du Japon.
C’est sous son épiscopat qu’ont lieu le 3 juillet 1877, les fêtes du couronnement de saint Michel en présence d’un cardinal, de huit évêques, d’un millier de prêtres et d’une foule innombrable.
Le 22 janvier 1880, il fonde l'Académie de Saint Thomas d'Aquin au sein du Séminaire de Coutances. Pour cette fondation, il reçoit une lettre de félicitations du pape Léon XIII datée du 31 juillet 1886.
Abel Germain obtient l’ouverture du procès de canonisation de Marie-Madeleine Postel, fondatrice et supérieure de la communauté de la Miséricorde à Saint-Sauveur-le-Vicomte. C’est sous son épiscopat que cette servante de Dieu est déclarée Vénérable.
Il meurt le 12 novembre 1897 d'une angine de poitrine.
Il est inhumé dans sa cathédrale.

## Succession apostolique
Abel-Anastase Germain a ordonné les évêques suivants :
- Évêque Jules Cléret (1890)
- Évêque Alexandre-Louis-Victor-Aimé Le Roy, C.S.Sp. (1892)

## Armoiries
Écartelé : au 1er et au 4e, de gueules à la main bénissante, de carnation, posée en fasce, entourée d’un nimbe crucifère d’or, et mouvant d’une nuée d’argent ; au 2e et au 3e d’azur à un M couronné, le tout à l’antique, d’argent, et sur le tout, d’or au saint Michel de carnation, les ailes éployées au naturel, habillé de pourpre, foulant aux pieds un dragon de sable et le perçant d’une lance de gueules.

## Iconographie
Un portrait peint à Rome, d’après une photographie. — Lithographie signée : Lafosse ; Lemercier éd., 1876. — Une gravure sur bois.

### Galerie

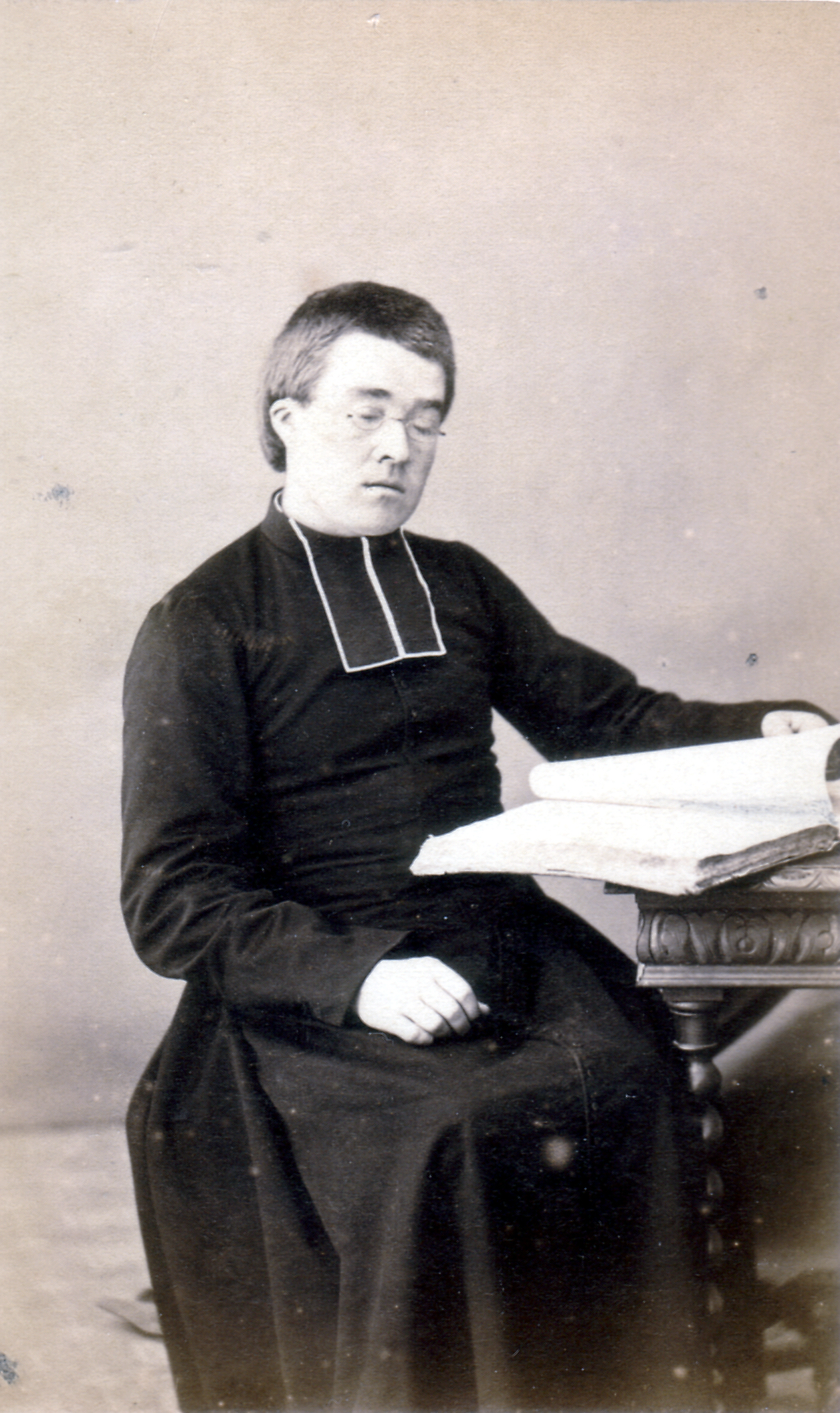
Abel Anastase Germain, jeune prêtre de Bayeux vers 1860, aumônier du lycée de Caen.
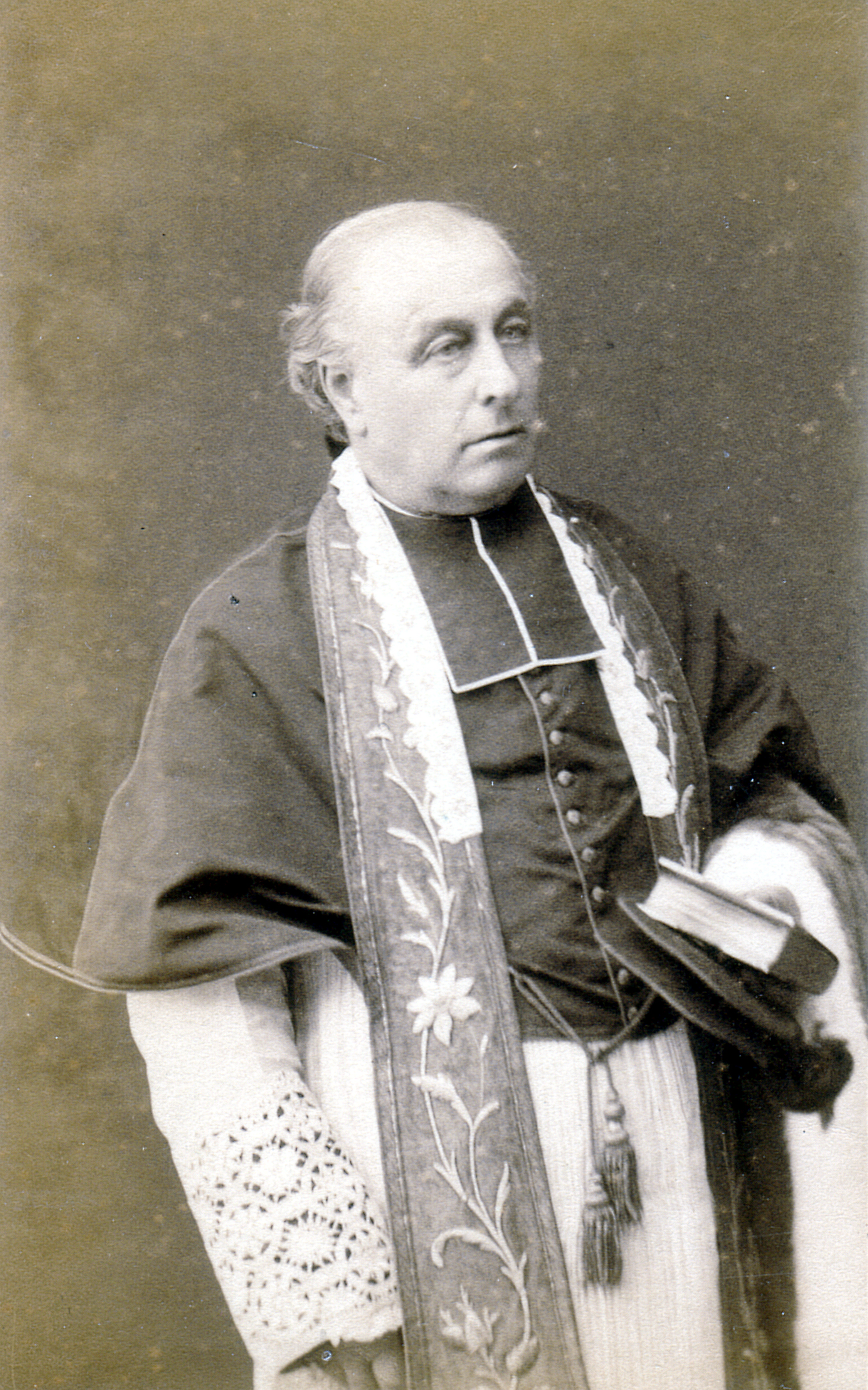
Abel Anastase Germain, Évêque de Coutances et Avranches 1894.
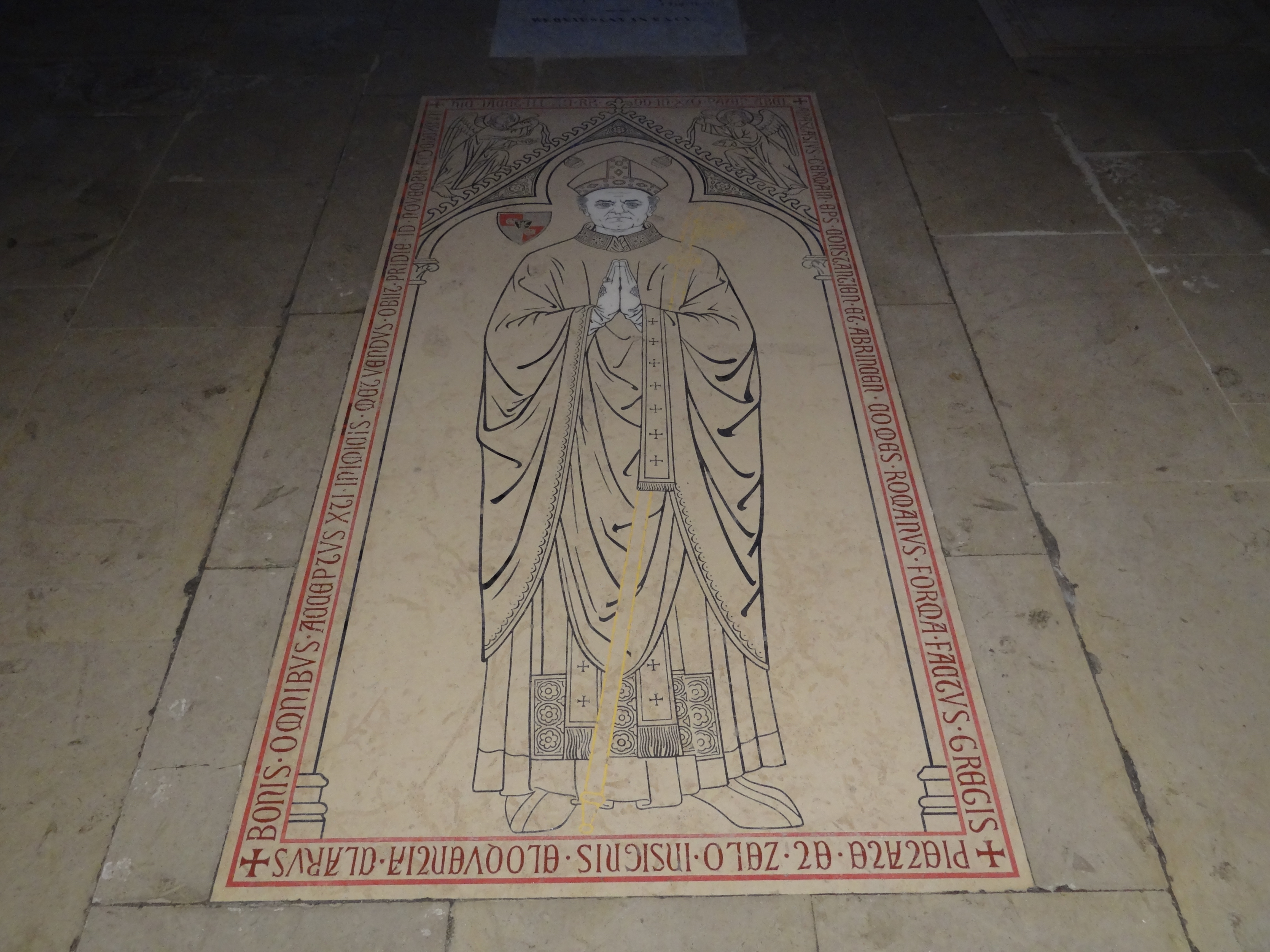
La tombe d'Abel-Anastase Germain dans la chapelle de la Circata de la cathédrale de Coutances.
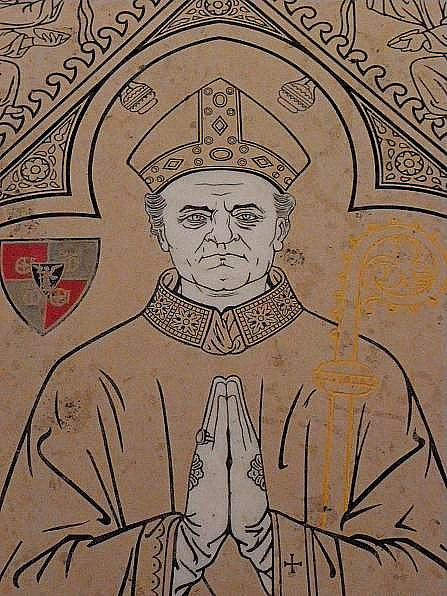
Détail de la dalle funéraire d'Abel-Anastase Germain en la cathédrale de Coutances.